# St. Pankratius (Schwetzingen)

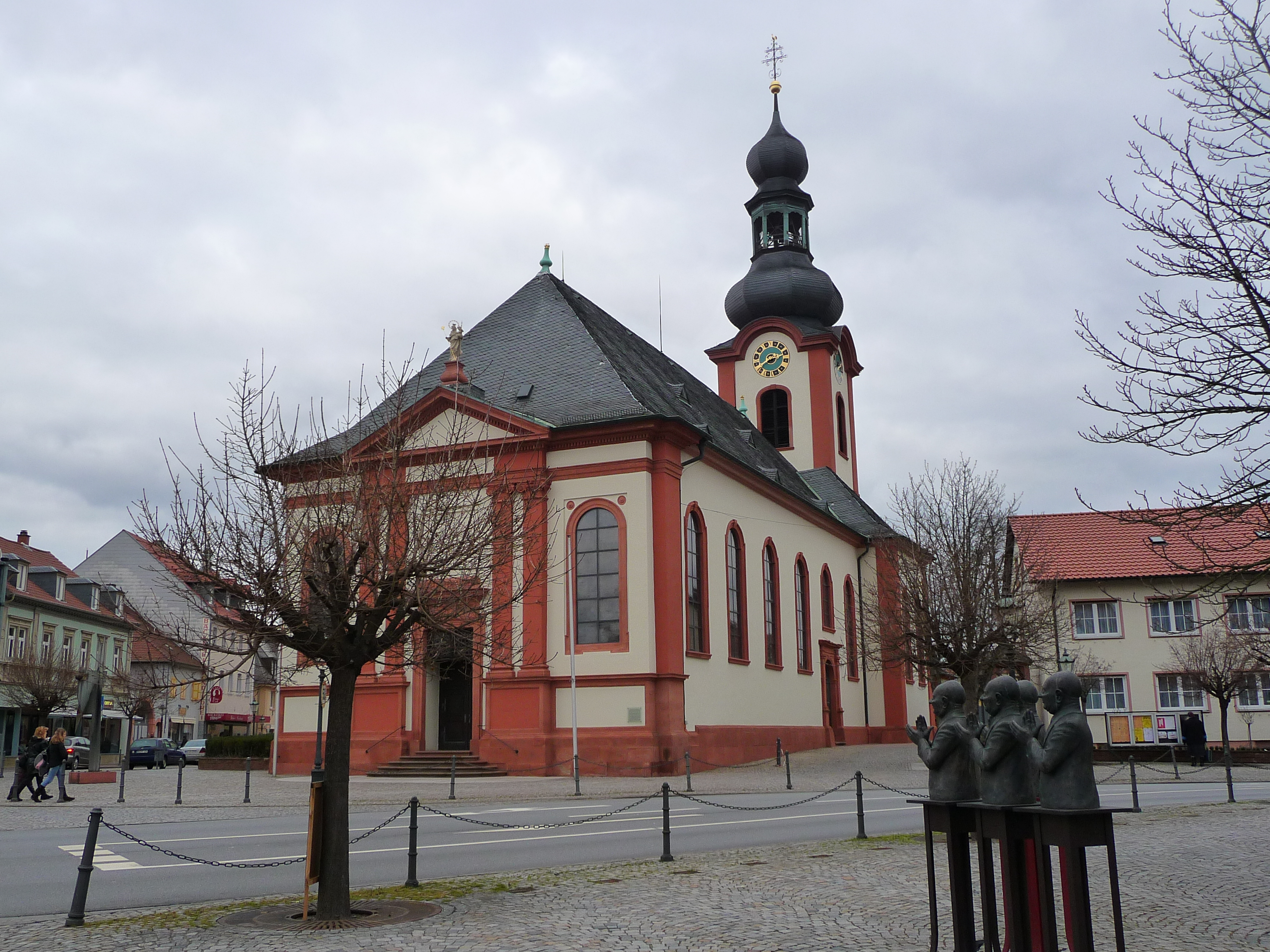
St. Pankratius in Schwetzingen

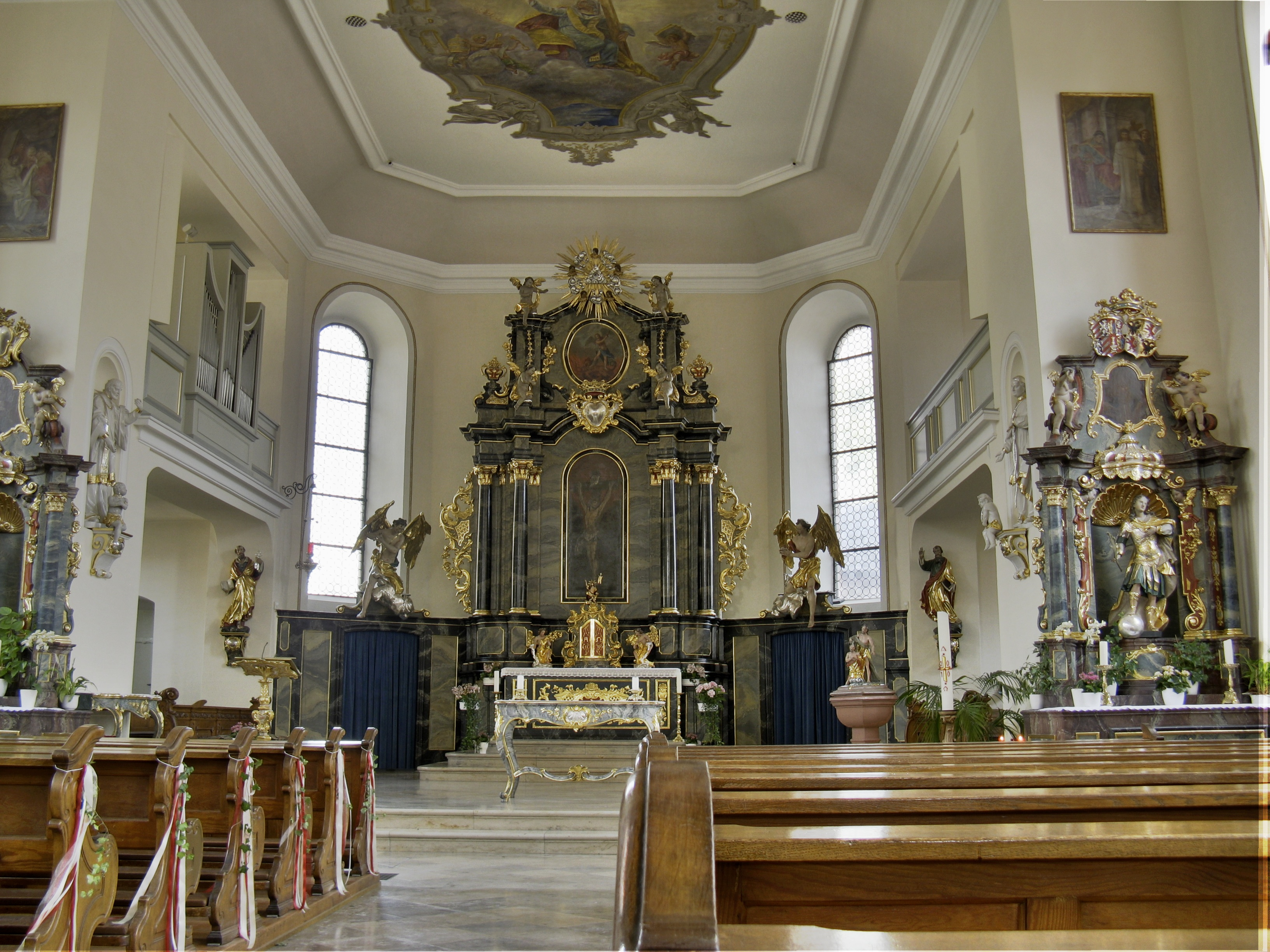
Blick zum Chorbereich

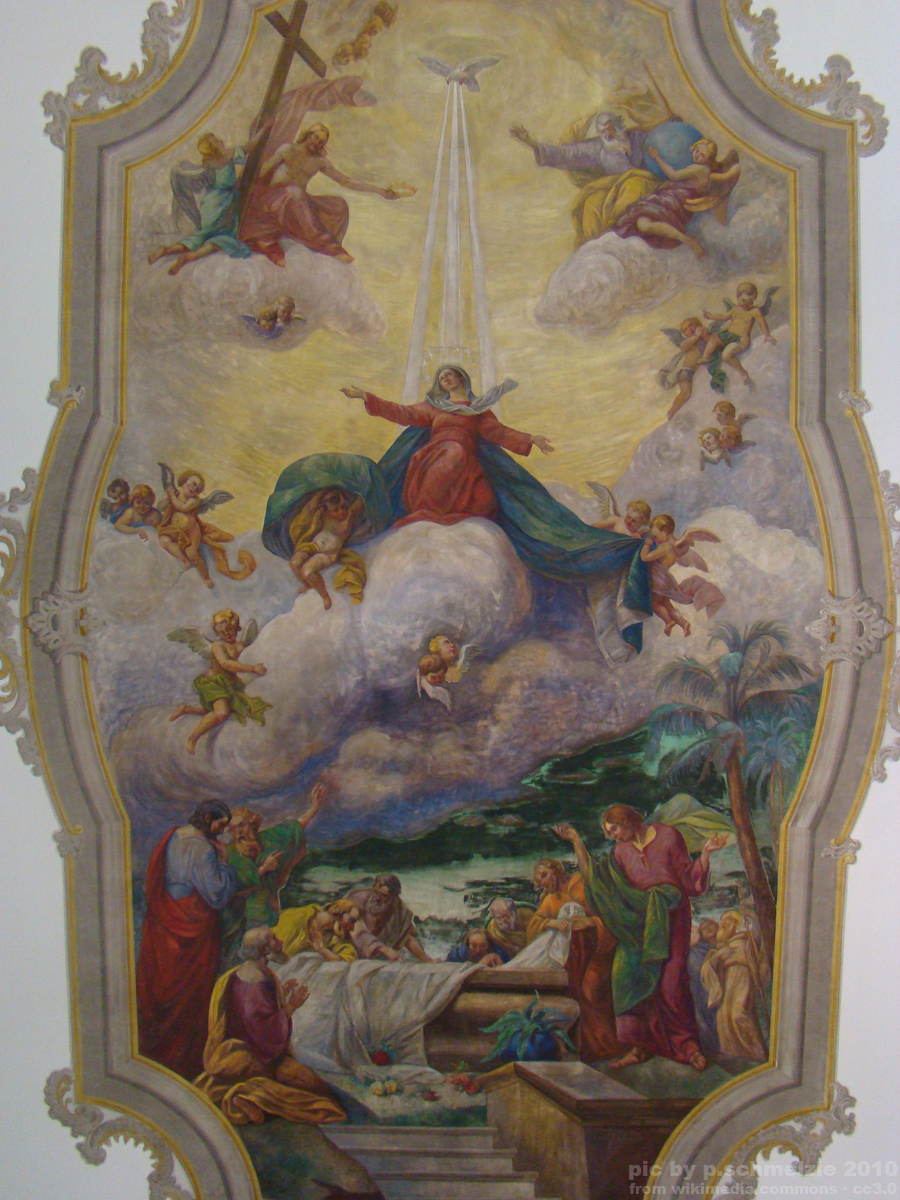
Deckengemälde im Langhaus: Maria als Himmelskönigin

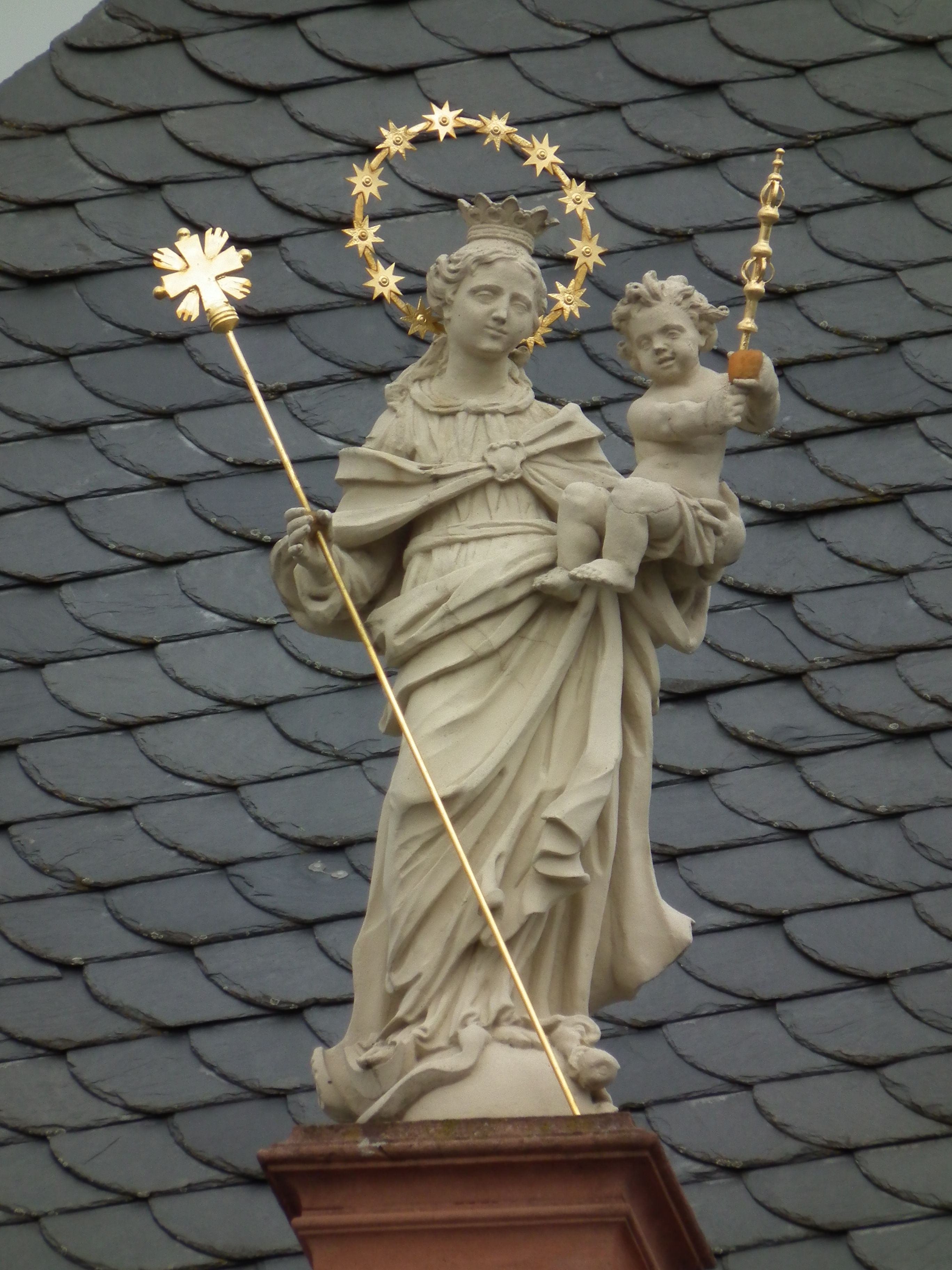
Maria und Jesuskind mit vertauschter Lanze und Zepter

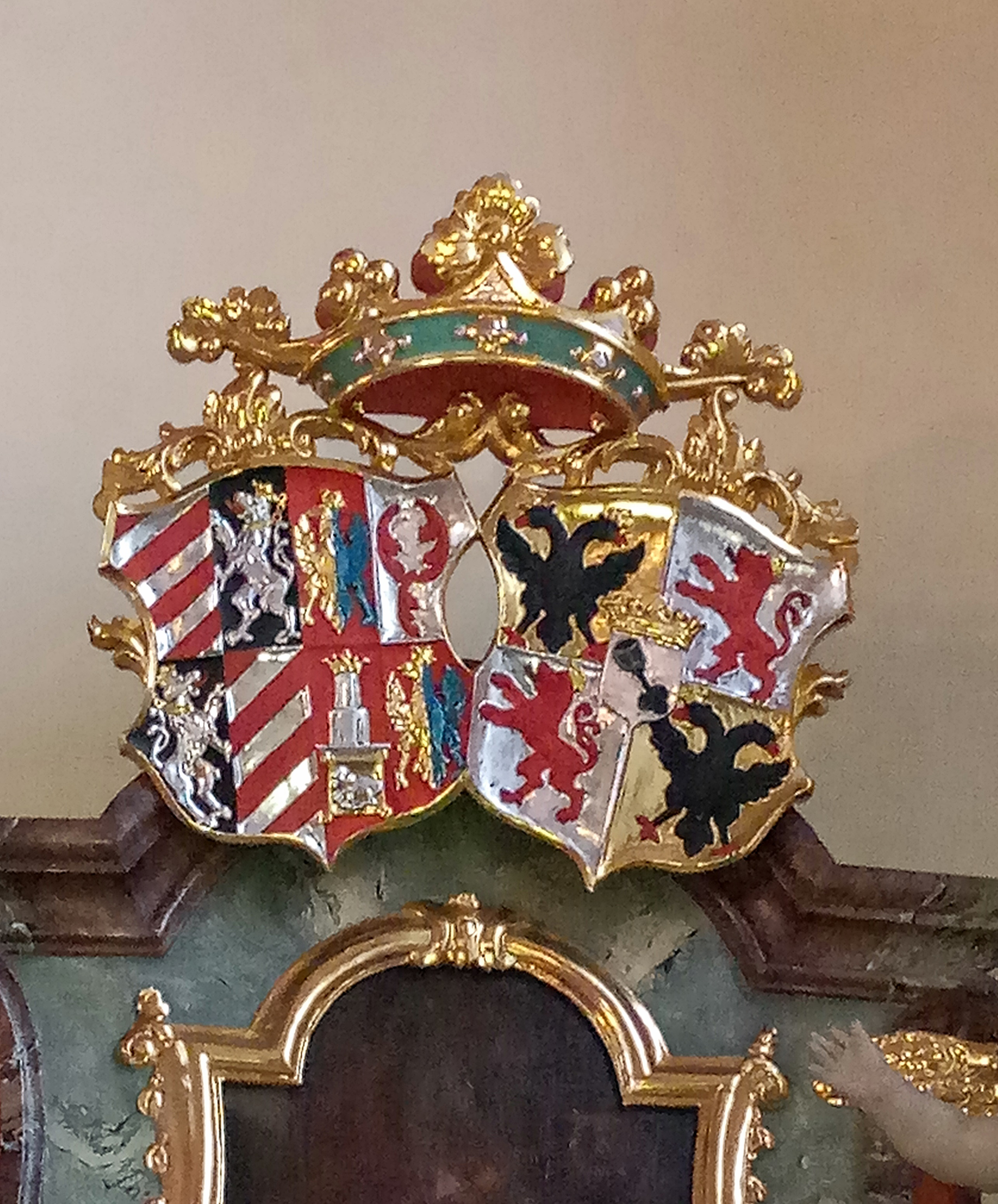
Allianzwappen Pollheim/Winkelhausen am rechten Seitenaltar

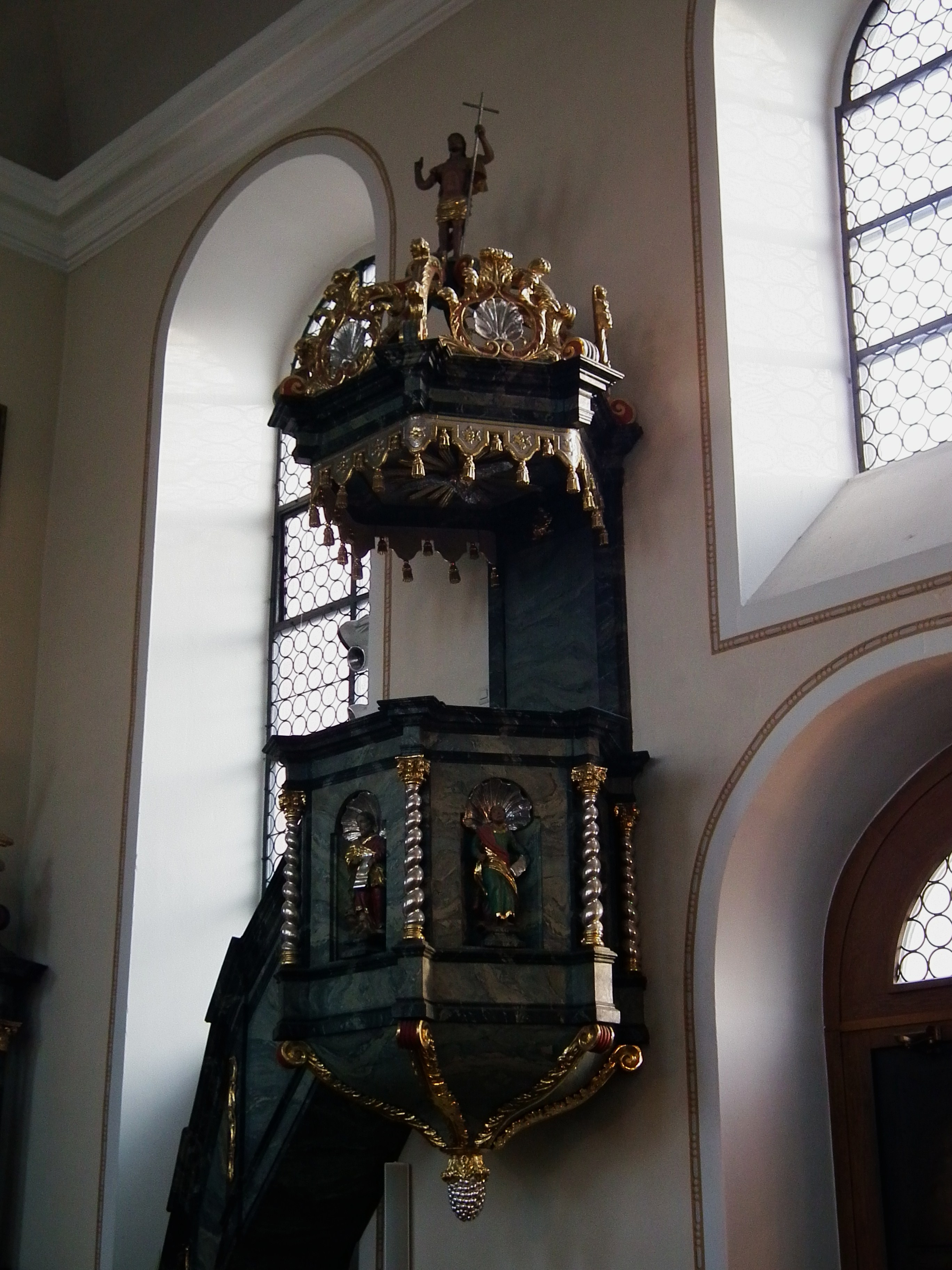
Kanzel

Die katholische Kirche St. Pankratius in Schwetzingen wurde in ihrer heutigen, barocken Form im 18. Jahrhundert errichtet und geht auf ein älteres Kirchenbauwerk zurück.

## Geschichte
Der älteste schriftliche Nachweis einer Pfarrei und Kirche in Schwetzingen datiert auf das Jahr 1305, der Kirchenpatron Pankratius ist 1435 erstmals belegt. Um die mittelalterliche Kirche befand sich der ursprüngliche Friedhof des Ortes, nach Westen schloss sich der ursprüngliche Marktplatz an.
Zur Zeit der Reformation im 16. Jahrhundert und in der nachfolgenden Zeit durchlief die Schwetzinger Gemeinde die Glaubenswirren in der Kurpfalz mit siebenmaligem Religionswechsel. 1698 wurde die Pankratiuskirche Simultankirche für Katholiken und Protestanten und nach der Pfälzischen Religionsdeklaration 1705 alleinig den Katholiken zugesprochen, während die anderen Religionen Kirchen in umliegenden Orten erhielten.
Als im frühen 18. Jahrhundert das Schwetzinger Schloss ausgebaut wurde und der Ort anwuchs, erwies sich die in desolatem Zustand befindliche alte Kirche als zu klein für die wachsende Gemeinde. Der kurfürstliche Hofbaumeister Sigismund Zeller erhielt daher 1736 den Auftrag zum Neubau der Pankratiuskirche unter Verwendung des Turms an der Westseite. Das neue Kirchenschiff entstand in den Jahren 1737–1739 und wurde am 14. Juni 1739 durch den Wormser Weihbischof Christian Albert Anton von Merle geweiht. Da man beim Neubau den Sockel des alten Kirchturms statisch verändert hatte, musste der alte Turm 1750 abgerissen werden, als sein Einsturz drohte. 1755 wurde nach Plänen des Hofbaumeisters Franz Wilhelm Rabaliatti ein neuer Turm an der Ostseite der Kirche errichtet. Das Dachgeschoss der Kirche wurde zu jener Zeit noch zum Trocknen von Tabak verwendet, wobei es durch zur besseren Durchlüftung entfernte Ziegel rasch zu Wasserschäden kam. Die dringend benötigten Renovierungsarbeiten nutzte man 1763–1765 zur Erweiterung des Kirchenschiffs nach Westen, nach Plänen des kurfürstlichen Oberbaudirektors Nicolas de Pigage.
Nach Auflösung der Kurpfalz kam die Kirche 1827 vom Bistum Worms zum 1807 neu gegründeten Erzbistum Freiburg. Durch das weitere Anwachsen von Schwetzingen wurde die Kirche allmählich wieder zu klein für die Gemeinde, und es gab zeitweise Bestrebungen zum Abriss und Bau eines größeren Gotteshauses. Die Abrisspläne wurden jedoch, vor allem durch die wirtschaftlichen Folgen des Ersten Weltkriegs und die spätere Behinderung des Kirchenbauvereins zur Zeit des Nationalsozialismus, verworfen. Die Platzprobleme wurden nach dem Zweiten Weltkrieg durch den Bau der Marienkirche behoben, die von 1970 bis 2005 eine selbständige Pfarrei war, bevor sie wieder der Pankratiuskirche als Filiale zugeordnet wurde.
Die Pankratiuskirche wurde 1870, 1931/32 und 2005–2007 umfassend renoviert. Bei allen Renovierungen der jüngeren Zeit, so bei der Ausmalung der Decken 1931, bei der Neuausstattung des Chorraums nach der Liturgiereform 1970 oder Aufstellung einer neuen Orgel 2005, hat man sich bemüht, den barocken Gesamteindruck des Kircheninneren weitgehend zu erhalten. Die Gruft unter dem Chorraum wurde zu einem Gebetsraum umgebaut.
In die äußere Wand der Sakristei ist das Paul Egell zugeschriebene Sandstein-Epitaph des kurpfälzischen Kammerherrn Peter Anton von Wolkenstein-Trostburg († 1729) eingelassen. Er war der Bruder des Trienter Fürstbischofs Anton Dominikus von Wolkenstein-Trostburg (1662–1730).

## Beschreibung

### Äußeres
Die Pankratiuskirche hat ein rechteckiges, einschiffiges Langhaus, das von einem Walmdach überspannt wird. Der etwas schmalere Chorbereich, unter dem sich eine Krypta befindet, ist nach Osten ausgerichtet und weist Seitenemporen auf. Auf der linken Seitenempore ist eine Chororgel aufgestellt, die Hauptorgel befindet sich auf der großen Westempore. Die Kirche und der Turm sind überwiegend im Stil des Barock ausgeführt, lediglich die Erweiterung des Langhauses nach Westen mit dem westlichen Hauptportal weisen frühklassizistische Züge auf. Über dem Haupteingang befindet sich eine Mariastatue mit dem Jesuskind im Arm. Wegen einer Vertauschung bei einer Renovierung hält Maria eine Lanze und das Kind ein Zepter.

### Inneres
Der Hochaltar stammt im Kern noch aus der Zeit des Kirchenneubaus von 1739, wurde jedoch später mehrfach verändert, u. a. wird von einer nochmaligen Weihe des Altars 1770 berichtet. Wie auch die beiden Seitenaltäre von 1767 und die aus der gleichen Zeit stammende Kanzel weist der Hochaltar mit dunkler Marmorierung, vergoldeten Säulenkapitellen, vergoldeten Verzierungen, Rocaillen und Puttenengeln Stilmerkmale des Barock auf. Die seitlichen Anbauten des Hauptaltars sind mit großen Engelsfiguren versehen, die dem Umfeld des Hofbildhauers Paul Egell zugeschrieben werden. In der Kirche befindet sich weiterer historischer Figurenschmuck selber Provenienz, u. a. eine Darstellung der Taufe Jesu durch Johannes den Täufer auf dem Taufbeckenaufsatz sowie Figuren der heiligen Karl Borromäus und Franz Xaver an den seitlichen Wänden des Chores. Das Hauptbild des Hochaltars mit dem gekreuzigten Christus sowie das darüber befindliche Medaillon mit dem Erzengel Michael wurden 1967 anstelle älterer Bildwerke eingefügt. Ebenfalls aus der zweiten Hälfte des 20. Jahrhunderts stammen der Tabernakel, die seitlich des Hochaltars angebrachten Figuren der Apostelfürsten Petrus und Paulus sowie Zelebrationsaltar, Kredenztisch und Ambo.
Der rechte Seitenaltar trägt das Allianzwappen der Adelsfamilien Pollheim/Winkelhausen. Es ist daher anzunehmen, dass seine Stifterin die kurpfälzische Obersthofmeisterin Therese Wilhelmine von Pollheim-Winkelhausen († 1757) ist. Sie war verheiratet mit Graf Andreas Ehrenreich von Pollheim († 1735) hochstiftisch augsburgischer Premierminister und später Präsident des Geheimen Ratskollegiums von Pfalz-Neuburg. Die adelige Witwe stiftete 1742 auch in der Mannheimer Pfarrkirche St. Sebastian eine prächtige Kanzel mit diesem Allianzwappen. 1743 bis 1757 amtierte sie als Fürstäbtissin des Kanonissenstifts Lindau und spendete ihr gesamtes Vermögen für den Neubau der dortigen Stiftskirche Unserer Lieben Frau. Auch hier findet sich an zentraler Stelle, über dem Chorbogen, das gleiche Allianzwappen wie in Schwetzingen, nun versehen mit den Attributen einer Reichsfürstin.
Die Deckengemälde der Kirche wurden 1931 von den Gebrüdern Hemberger aus Karlsruhe geschaffen. Über dem Chor ist eine allegorische Darstellung der Ecclesia als Frau mit Kelch und Kreuz, über dem Kirchenschiff ist Maria als Himmelskönigin zu sehen, und über der Westempore ist die musizierende heilige Cäcilia als Patronin der Kirchenmusik dargestellt.

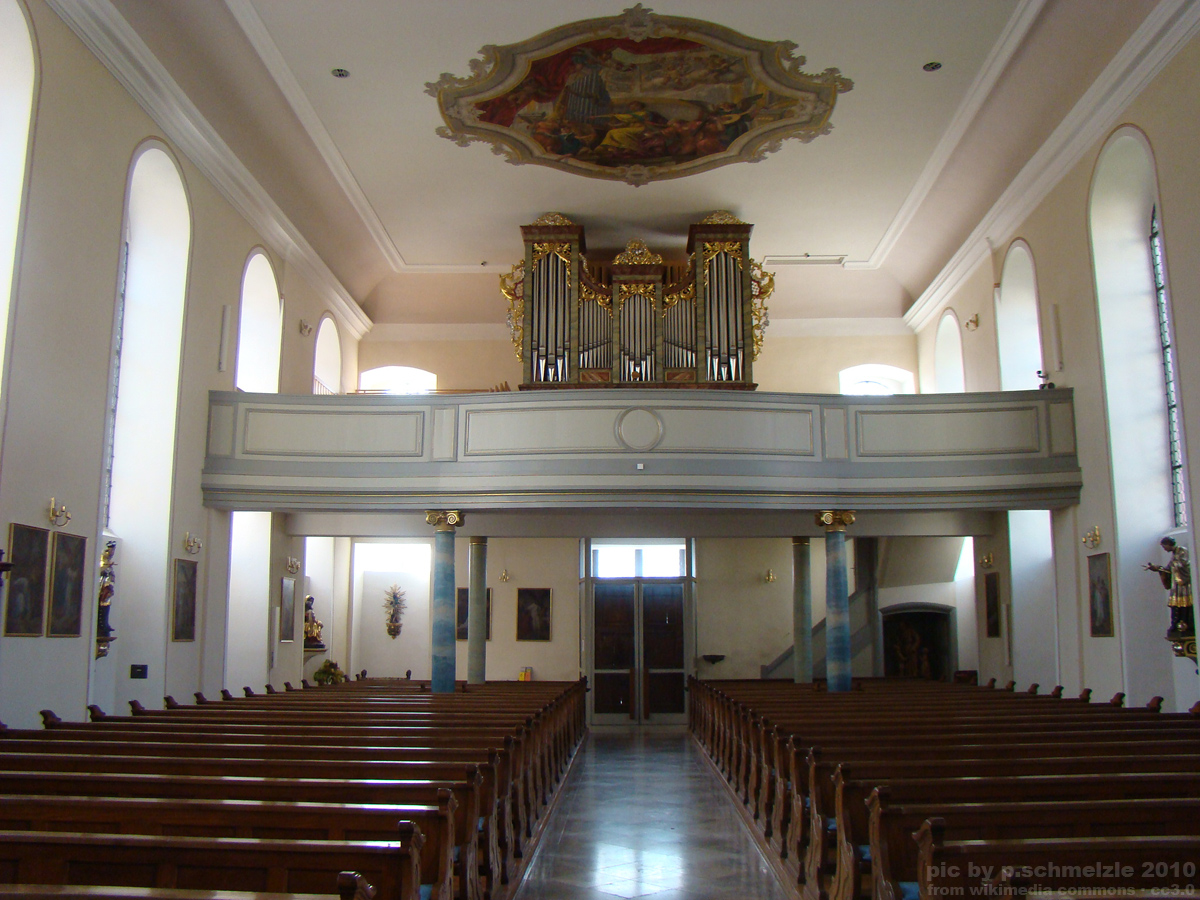
Blick zur Empore mit der Hauptorgel

### Orgeln
- Die Hauptorgel auf der Empore wurde unter Verwendung eines historischen Orgelprospekts von 1767 im Jahr 2005 bei Mönch in Überlingen gebaut. Sie hat 35 Register (2207 Pfeifen), die Spieltrakturen sind mechanisch, die Registertrakturen elektrisch. Die Chororgel ist vom 3. Manual aus anspielbar.[2]
- Die Chororgel wurde 1967 bei Michael Weise in Plattling gefertigt. Das Instrument hat acht Register auf einem Manual und Pedal.

Mit den beiden Orgeln wurde bereits ein Teil des Programms der Schwetzinger Festspiele bestritten.
| I Hauptwerk C–g3 |                |        |
| 01.              | Bourdon        | 16′    |
| 02.              | Principal      | 08′    |
| 03.              | Gedeckt/Flöte  | 08′    |
| 04.              | Viola di Gamba | 08′    |
| 05.              | Octave         | 04′    |
| 06.              | Blockflöte     | 04′    |
| 07.              | Quinte         | 02 ⁄3′ |
| 08.              | Superoctave    | 02′    |
| 09.              | Sifflet        | 01′    |
| 10.              | Mixtur IV      | 01 ⁄3′ |
| 11.              | Cornet V       | 08′    |
| 12.              | Trompete       | 08′    |
| 13.              | Vox humana     | 08′    |
|                  | Tremulant      |        |

| II Schwellwerk C–g3 |                 |         |
| 14.                 | Bourdon         | 08′     |
| 15.                 | Flaut travers   | 08′     |
| 16.                 | Salicional      | 08′     |
| 17.                 | Unda maris      | 08′     |
| 18.                 | Principal       | 04′     |
| 19.                 | Gemshorn        | 04′     |
| 20.                 | Nazard          | 02 ⁄3′  |
| 21.                 | Waldflöte       | 02′     |
| 22.                 | Terz            | 01 3⁄5′ |
| 23.                 | Mixtur IV       | 01′     |
| 24.                 | Fagott          | 16′     |
| 25.                 | Trompette harm. | 08′     |
| 26.                 | Clairon         | 04′     |
| 27.                 | Hautbois        | 08′     |
|                     | Tremulant       |         |

| III Chororgel C–g3 |            |    |
| 28.                | Coppel     | 8′ |
| 29.                | Harfpfeife | 8′ |
| 30.                | Principal  | 4′ |
| 31.                | Flöte      | 4′ |
| 32.                | Octave     | 2′ |
| 33.                | Mixtur III | 1′ |
| 34.                | Cornett V  | 8′ |

| Pedal C–f1 |              |     |
| 35.        | Principalbaß | 16′ |
| 36.        | Subbaß       | 16′ |
| 37.        | Octavbaß     | 08′ |
| 38.        | Gedecktbaß   | 08′ |
| 39.        | Choralbaß    | 04′ |
| 40.        | Bombarde     | 16′ |
| 41.        | Trompetbaß   | 08′ |
| 42.        | Schalmey     | 04′ |

| Pedal (Chororgel) C–f1 |        |     |
| 43.                    | Subbaß | 16′ |

- Koppeln: II/I, I/P, II/P, III/I, III/II, III/P
- Nebenregister: Glockenspiel, 39 Glocken (c0–d3), koppelbar an jedes Manualwerk
- Spielhilfe: elektronische Setzeranlage

### Glocken
Im 50 Meter hohen Glockenturm befinden sich neun Glocken aus Bronze. Die Marienglocke stammt aus dem Jahr 1484, das restliche Geläut wurde 1964 von Friedrich Wilhelm Schilling in Heidelberg gegossen.
| Glocke | Gießer                      | Gussjahr | Durchmesser | Masse   | Nominal | Anmerkung                         |
| ------ | --------------------------- | -------- | ----------- | ------- | ------- | --------------------------------- |
| 1      | F. W. Schilling, Heidelberg | 1964     | 1640 mm     | 2724 kg | h°      |                                   |
| 2      | F. W. Schilling, Heidelberg | 1964     | 1441 mm     | 1803 kg | cis¹    |                                   |
| 3      | F. W. Schilling, Heidelberg | 1964     | 1252 mm     | 1370 kg | e¹      |                                   |
| 4      | F. W. Schilling, Heidelberg | 1964     | 1112 mm     | 946 kg  | fis¹    |                                   |
| 5      | Peter zur Glo(cke), Speyer  | 1484     | 1015 mm     |         | gis¹    | Marienglocke                      |
| 6      | F. W. Schilling, Heidelberg | 1964     | 635 mm      | 190 kg  | fis²    | Zimbelglocken, in der Turmlaterne |
| 7      | F. W. Schilling, Heidelberg | 1964     | 557 mm      | 127 kg  | gis²    | Zimbelglocken, in der Turmlaterne |
| 8      | F. W. Schilling, Heidelberg | 1964     | 532 mm      | 126 kg  | h²      | Zimbelglocken, in der Turmlaterne |
| 9      | F. W. Schilling, Heidelberg | 1964     | 473 mm      | 91 kg   | cis³    | Zimbelglocken, in der Turmlaterne |
| 10     | Anselm Franz Speck          | 1769     | ≈ 450 mm    | ≈ 30 kg | a³      | Steht in der Kirche               |